# Альфа-2-глобін
Альфа-2-глобін (англ. Hemoglobin subunit alpha 2) – білок, який кодується геном HBA2, розташованим у людей на короткому плечі 16-ї хромосоми.  Довжина поліпептидного ланцюга білка становить 142 амінокислот, а молекулярна маса — 15 258.
| 10         |  | 20         |  | 30         |  | 40         |  | 50         |
| ---------- |  | ---------- |  | ---------- |  | ---------- |  | ---------- |
| MVLSPADKTN |  | VKAAWGKVGA |  | HAGEYGAEAL |  | ERMFLSFPTT |  | KTYFPHFDLS |
| HGSAQVKGHG |  | KKVADALTNA |  | VAHVDDMPNA |  | LSALSDLHAH |  | KLRVDPVNFK |
| LLSHCLLVTL |  | AAHLPAEFTP |  | AVHASLDKFL |  | ASVSTVLTSK |  | YR         |

A: Аланін

C: Цистеїн

D: Аспарагінова кислота

E: Глутамінова кислота

F: Фенілаланін

G: Гліцин

H: Гістидин

K: Лізин

L: Лейцин

M: Метіонін

N: Аспарагін

P: Пролін

Q: Глутамін

R: Аргінін

S: Серин

T: Треонін

V: Валін

W: Триптофан

Задіяний у таких біологічних процесах як транспорт, транспорт кисню. 
Білок має сайт для зв'язування з іонами металів, іоном заліза, гемом. 